# Bourguignon-sous-Coucy
Bourguignon-sous-Coucy is een gemeente in het Franse departement Aisne (regio Hauts-de-France) en telt 90 inwoners (2009). De plaats maakt deel uit van het arrondissement Laon.

## Geografie
De oppervlakte van Bourguignon-sous-Coucy bedraagt 2,8 km², de bevolkingsdichtheid is dus 32,1 inwoners per km².
De onderstaande kaart toont de ligging van Bourguignon-sous-Coucy met de belangrijkste infrastructuur en aangrenzende gemeenten.

## Demografie
Onderstaande figuur toont het verloop van het inwonertal (bron: INSEE-tellingen).
Vanwege een beveiligingsprobleem met de MediaWiki Graph-software is het momenteel niet mogelijk deze grafiek weer te geven. Zodra de software is bijgewerkt zal de grafiek vanzelf weer zichtbaar worden.
1. ↑  Populations de référence 2022.